# Werner Schodoler

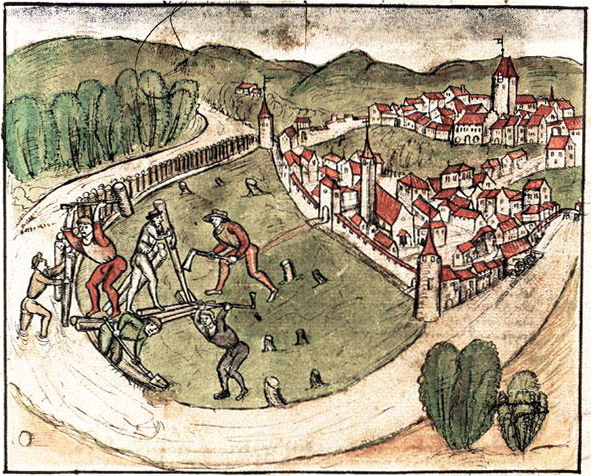
Schodolers Heimatstadt Bremgarten während des Alten Zürichkriegs, in der Eidgenössischen Chronik.

Werner Schodoler (auch Wernher Schodoler; * 1490 in Bremgarten; † 15. Oktober 1541 in Bremgarten) war ein Schweizer Chronist. Er war Autor der Eidgenössischen Chronik, der jüngsten der Schweizer Bilderchroniken.
Der älteste Sohn des Bremgarter Schultheissen Heinrich Schodoler besuchte als Kind die städtische Lateinschule. Da seine Eltern früh verstarben, fehlte ihm das Geld für das Studium an einer Universität. Stattdessen zog er im Alter von 13 Jahren nach Bern und liess sich in der Stadtkanzlei zum Schreiber und Kanzlisten ausbilden. Dort lernte er die Schweizer Bildchroniken kennen, darunter die Berner Chronik von Diebold Schilling dem Älteren, und liess sich von diesen inspirieren.
1508 kehrte er nach Bremgarten zurück und wurde im Alter von 19 Jahren Stadtschreiber. 1520 stieg er selbst in das Amt des Schultheissen auf. 1525 erreichten die Wirren der Reformation Bremgarten. Schodoler hielt am alten Glauben fest, nahm aber eine Vermittlerrolle ein. Als die Reformierten 1529 an die Macht kamen, wurde er abgesetzt. Nach dem Zweiten Kappelerkrieg von 1531 kehrte die Stadt zum katholischen Lager zurück und wählte Schodoler wieder zum Schultheissen. 1541 starb er an der Pest.
Zwischen 1510 und 1535 verfasste Schodoler aus privatem Interesse und ohne behördlichen Auftrag die Eidgenössische Chronik, die er auf eigene Kosten in drei Bänden herausgab. Die Illustrationen gab er in Auftrag und stammen nicht von ihm selbst. Den Text zu den weiter zurückliegenden Ereignissen übernahm er von älteren Chroniken, die Beschreibungen der neueren Ereignisse verfasste er selbst. Dabei äusserte er sich bisweilen kritisch zu bestimmten Ereignissen und verurteilte die eidgenössische Grossmachtpolitik in der Lombardei. Vermutlich war er Augenzeuge der Schlacht bei Marignano.
Ihm zu Ehren wurde eine Gasse in der Unterstadt in Bremgarten benannt, die Schodolergasse.